# Meurchin
Meurchin ist eine französische Gemeinde mit 3715 Einwohnern (Stand: 1. Januar 2022) im Département Pas-de-Calais in der Region Hauts-de-France. Sie gehört zum Arrondissement Lens und zum Kanton Wingles. Die Einwohner werden Meurchinois genannt.

## Geografie
Die Gemeinde Meurchin liegt nordöstlich von Lens im Nordfranzösischen Kohlerevier am Canal de la Deûle und an der Grenze zum Département Nord.
Umgeben wird Meurchin von den Nachbargemeinden Bauvin im Norden, Provin im Norden und Nordosten, Carvin im Osten, Estevelles im Südosten, Pont-à-Vendin im Süden, Vendin-le-Vieil im Südwesten, Wingles im Westen und Billy-Berclau im Nordwesten.

## Geschichte
Im Jahr 890 wird der Ort als Marcheim erwähnt. Der Name wandelte sich dann später von Maxcin zu Morcin (um 1150). Von 1854 bis 1920 war der Ort Sitz der Bergwerksgesellschaft Société des mines de Meurchin.

### Bevölkerungsentwicklung
| Jahr                       | 1962 | 1968 | 1975 | 1982 | 1990 | 1999 | 2006 | 2011 | 2020 |
| Einwohner                  | 3486 | 3397 | 3252 | 3422 | 3748 | 3632 | 3651 | 3735 | 3728 |
| Quellen: Cassini und INSEE |      |      |      |      |      |      |      |      |      |

## Sehenswürdigkeiten

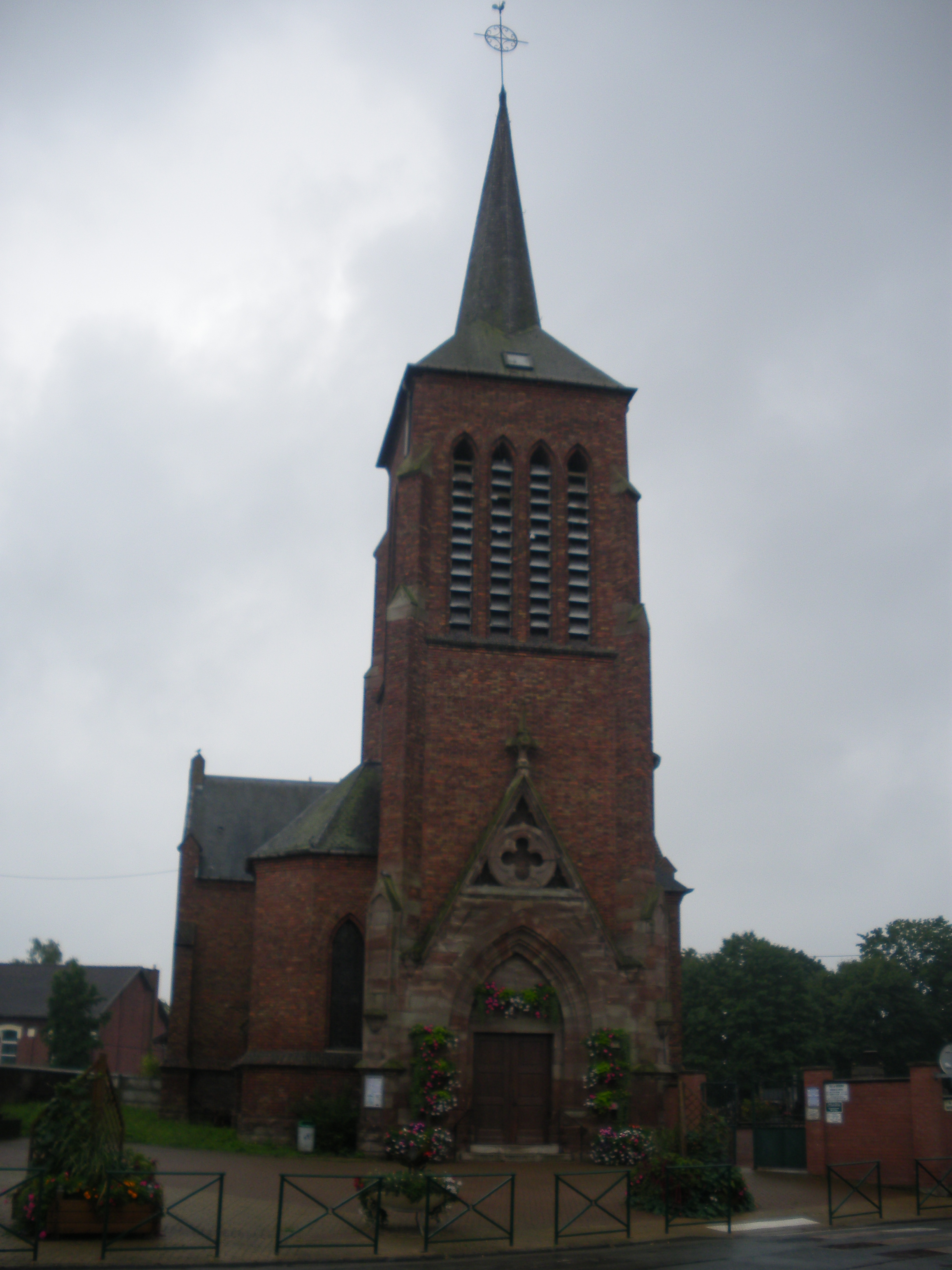
Kirche Saint-Pierre Meurchin

- Kirche Saint-Pierre
- Kapelle Notre-Dame-de-Grâce
- Wasserturm